# Equação diferencial exata
Este artigo trata de equação diferencial ordinária exata no sentido denotativo, para possível sentido conotativo, que pode causar confusão, ver equações diferenciais estocásticas.
Uma Equação diferencial ordinária é dita exata quando é possível colocá-la na seguinte forma:
{\displaystyle M(x,y)dx+N(x,y)dy=0}
e
{\displaystyle {\frac {\partial M}{\partial y}}={\frac {\partial N}{\partial x}}}
com {\displaystyle M} e {\displaystyle N} funções diferenciáveis e integráveis.

## Teorema
O seguinte teorema fornece um método sistemático de determinar se uma equação diferencial dada é exata.
Suponha que as funções {\displaystyle M,N,M_{y}} e {\displaystyle N_{x}}, onde os índices denotam derivadas parciais, são contínuas na região conexa {\displaystyle R:\ \ \alpha <x<\beta ,\ \ \lambda <y<\sigma }. 
Então, a equação
{\displaystyle M(x,y)dx+N(x,y)dy=0}
é uma equação diferencial exata em {\displaystyle R} se, e só se,
{\displaystyle {\frac {\partial M(x,y)}{\partial y}}={\frac {\partial N(x,y)}{\partial x}}} (1)
em cada ponto de R.
Isto é, existe uma função {\displaystyle F(x,y)} que satisfaz as equações,
{\displaystyle {\frac {\partial F(x,y)}{\partial x}}=M(x,y)}
{\displaystyle {\frac {\partial F(x,y)}{\partial y}}=N(x,y)}
se, e só se, {\displaystyle M} e {\displaystyle N} satisfazem (1), pois
{\displaystyle {\frac {\partial F(x,y)}{\partial x\partial y}}={\frac {\partial F(x,y)}{\partial y\partial x}}}

## Método de Solução
Uma equação diferencial ordinária do tipo
{\displaystyle M(x,y)dx+N(x,y)dy=0}
é equivalente a
{\displaystyle M(x,y)+N(x,y)y'=0}, pois {\displaystyle y'={\frac {dy}{dx}}}
Se ela for uma equação exata, teremos que {\displaystyle {\frac {M}{\partial y}}={\frac {N}{\partial x}}}.
Então podemos supor que há uma função {\displaystyle F} de modo que {\displaystyle {\frac {\partial {F}}{\partial {x}}}=M(x,y)}.
Assim, para obter essa função basta integrar {\displaystyle M(x,y)}em relação a {\displaystyle x}.
{\displaystyle F=\int {M(x,y)dx}+g(y)}. Note-se que {\displaystyle g(y)} é a constante de integração, e como não depende de {\displaystyle x}, {\displaystyle {\frac {d}{dx}}\left(g(y)\right)=0}.
Agora podemos derivar {\displaystyle F} na direção de {\displaystyle y} supondo que {\displaystyle {\frac {\partial {F}}{\partial {y}}}=N(x,y)}. Assim, obtemos:
{\displaystyle {\frac {\partial {F}}{\partial {y}}}={\frac {\partial }{\partial {y}}}\int {M(x,y)dx+g'(y)}=N(x,y)}.
Isolando {\displaystyle g'(y)} temos:
{\displaystyle g'(y)=N(x,y)-{\frac {\partial }{\partial {y}}}\int {M(x,y)dx}}
Então, por fim, integramos {\displaystyle g'(y)} na direção de {\displaystyle y}, de modo a obter:
{\displaystyle g(y)=\int \left({N(x,y)-{\frac {\partial }{\partial {y}}}\int {M(x,y)dx}}\right)dy}
Ou seja
{\displaystyle F=\int {M(x,y)dx}+g(y)=\int {M(x,y)dx}+\int \left({N(x,y)-{\frac {\partial }{\partial {y}}}\int {M(x,y)dx}}\right)dy}
E, finalmente, a solução da equação diferencial é a função implícita {\displaystyle F(x,y)=c}

## Exemplo
Resolvamos a equação Diferencial Ordinária    {\displaystyle y'={\frac {dy}{dx}}={\frac {-(2x+y^{2})}{(2x+1)y}}}.
Temos:
{\displaystyle (2x+y^{2})dx+(2xy+y)dy=0},
onde
{\displaystyle M=(2x+y^{2})} e {\displaystyle N=(2xy+y)}.
Logo, {\displaystyle {\frac {\partial M}{\partial y}}=2y={\frac {\partial N}{\partial x}}}, donde se conclui que é exata.
Pelo corolário acima, ∃F(x,y), então:
{\displaystyle {\frac {\partial F}{\partial x}}=M=2x+y^{2}}.
Integrando em relação a x:
{\displaystyle F(x,y)=x^{2}+xy^{2}+f(y)}, em que f(y) é uma função de y.
Além disso, {\displaystyle {\frac {\partial F}{\partial y}}=N=2xy+f'(y)=2xy+y}. Então {\displaystyle f'(y)=y}.
Integrando em relação a y, temos: {\displaystyle f(y)={\frac {y^{2}}{2}}+c}, c constante.
Logo, pelo corolário, a função F é:
{\displaystyle F(x,y)=x^{2}+xy^{2}+{\frac {y^{2}}{2}}+c}
A solução da equação diferencial exata é {\displaystyle F(x,y)=0} ou seja
{\displaystyle x^{2}+xy^{2}+{\frac {y^{2}}{2}}+c=0}

## Exemplo no plano
Considere uma função diferenciável
{\displaystyle z=F(x,y);(x,y)\in \Omega \subset {\mathbf {R} }^{2}} da qual pode-se deduzir a expressão diferencial exata
{\displaystyle dz={\frac {\partial F}{\partial x}}dx+{\frac {\partial F}{\partial y}}dy}
A expressão que deu origem à equação, {\displaystyle z=F(x,y)}, representa uma superfície de um tipo especial, pois é o gráfico de uma função diferenciável.
Esta superfície, quando cortada pelo plano (de altura) constante {\displaystyle z=C} equivale a resolver o sistema de equações:
{\displaystyle {\begin{array}{ll}z=C\\z=F(x,y)\\\end{array}}}
Geometricamente falando, o resultado desta interseção é uma curva no espaço, obtida pela interserção de duas superfícies. Como o plano é paralelo ao plano {\displaystyle XOY} então há uma projeção desta curva espacial sobre o domínio {\displaystyle \Omega } de {\displaystyle z=F(x,y)} que chamamos curva de nível.  Observe que se pode representar a interseção escrevendo
{\displaystyle F(x,y)=C}
Diferenciando esta última equação, obtemos:
{\displaystyle {\frac {\partial F}{\partial x}}dx+{\frac {\partial F}{\partial y}}dy=0}
Esta última expressão é a que em geral temos, a equação diferencial exata. Quer dizer, resolver uma equação diferencial exata consiste em recuperar, se for possível, a função cuja diferencial  se encontra expressa na equação.
Mas não é nesta forma canônica, das equações diferenciais exatas, uma das razões disso é que ela podem representar formas não exatas. A forma canônica é
{\displaystyle P(x,y)dx+Q(x,y)dy=0}
Esta equação é dita exata se existe uma função  {\displaystyle w=F(x,y)} tal que
{\displaystyle {\begin{array}{l}P(x,y)={\frac {\partial F}{\partial x}}\\Q(x,y)={\frac {\partial F}{\partial y}}\\\end{array}}}

Resolver, então, a equação diferencial exata consiste em descobrir {\displaystyle F} a partir de suas derivadas parciais.